# Хътън Гибсън
Хътън Питър Гибсън (на английски: Hutton Peter Gibson) (26 август 1918 г. - 11 май 2020 г.) е американски писател по темите за седевакантизма.
Той е ветеран от Втората световна война, шампионът за 1968 г. в играта Jeopardy! и баща на 11 деца, сред които е актьорът Мел Гибсън.
Гибсън е привърженик на конспиративните теории. В интервю през 2003 г. той подлага под въпрос това как нацистите са се отървали от шест милиона тела по времето на Холокоста и твърди, че атентатите от 11 септември 2001 г. са извършени дистанционно. Казва и че Вторият ватикански събор е „Масонски план, подкрепен от евреите“.